# Zion (Crossfaith)
Zion è un EP del gruppo musicale giapponese Crossfaith, pubblicato il 20 giugno 2012 in Giappone dalla Zestone Records e negli Stati Uniti dalla The End Records, il 10 agosto 2012 in Australia dalla Halfcut Records e il 4 febbraio 2013 in Europa dalla Search and Destroy Records.

## Tracce
1. Monolith – 3:38
2. Photosphere – 3:37
3. Jägerbomb – 3:25
4. Quaser – 3:29
5. Dialogue – 2:28
6. Leviathan – 4:36

Tracce bonus nell'edizione australiana
1. Snake Code – 3:46
2. Stars Faded in Slow Motion – 4:36

## Formazione
- Koie Kenta – voce
- Takemura Kazuki – chitarra
- Ikegawa Hiroki – basso
- Amano Tatsuya – batteria, percussioni
- Tamano Terufumi – tastiera, sintetizzatore, programmazione, voce secondaria

## Classifiche
| Classifica (2012) | Posizione massima |
| ----------------- | ----------------- |
| Giappone          | 38                |